# Tilion
J.R.R. Tolkien történeteiben Tilion egy a maiák közül. Ő az a fiatal maia, akit a valák kiválasztottak a Hold irányítására. Eredetileg vadász volt Oromë, a vala kíséretében. 
Feltételezhetően Ilúvatar kevesebb hatalommal ruházta fel, mint szerelmét, Arient. Ezért a Nap az uralkodó égitest Arda horizontján és ezért világít Arien égitestje jóval fényesebben, mint Tilioné. 
Mivel Tilion szerelmes Arienbe, néha letér a kiszabott, helyes ösvényről. Ilyenkor fordul elő, hogy találkozik Ariennel, és a két égitest együtt látszik az égbolton, vagy holmi alkalmi szeszélytől vezérelve meg sem jelenik az éjszaka egén a Hold.